# Shorttrack-Weltmeisterschaften 2005
Die Shorttrack-Weltmeisterschaften 2005 fanden vom 11. bis 13. März 2005 in Peking statt. Die Titelkämpfe fanden damit zum zweiten Mal nach 1993 in der chinesischen Hauptstadt statt.
Insgesamt wurden zwölf Wettbewerbe ausgetragen. Es gab, jeweils für Frauen und Männer, einen Mehrkampf sowie Einzelrennen über 500, 1000 und 1500 Meter. Die acht in der Mehrkampfwertung am besten platzierten Läufer nach diesen drei Strecken traten außerdem über 3000 Meter an. Zusätzlich gab es Staffelwettbewerbe, bei den Frauen über 3000 Meter und bei den Männern über 5000 Meter.
In den Mehrkampf flossen die erzielten Ergebnisse über die vier Einzelstrecken ein. Der Erstplatzierte in einem Einzelrennen bekam 34 Punkte, der Zweite 21, der Dritte 13, der Vierte acht, der Fünfte fünf, der Sechste drei, der Siebte zwei und der Achte einen. Allerdings wurden nur Punkte vergeben, wenn der Läufer das Finale erreichte. Bei einer Disqualifikation wurden keine Punkte zuerkannt. Die Addition der erzielten Punkte eines Läufers ergab das Endklassement im Mehrkampf.

## Teilnehmende Nationen
Insgesamt nahmen an der Weltmeisterschaft 32 Länder mit insgesamt 138 Athleten, 67 Frauen und 71 Männer, teil.
| Teilnehmende Nationen (Frauen/Männer) | Teilnehmende Nationen (Frauen/Männer)                                                                             | Teilnehmende Nationen (Frauen/Männer)                                                                                          | Teilnehmende Nationen (Frauen/Männer)                                                                             |
| --- | --- | --- | --- |
| Australien (0/2) Belgien (0/2) Bulgarien (2/2) Volksrepublik China (5/5) Chinesisch Taipeh (0/1) Deutschland (5/5) Frankreich (5/1) Großbritannien (2/5) | Hongkong (2/0) Israel (2/1) Italien (3/5) Japan (5/5) Kanada (5/5) Kasachstan (1/2) Kroatien (0/2) Lettland (1/1) | Mongolei (1/1) Neuseeland (1/2) Niederlande (2/2) Nordkorea (2/1) Österreich (1/0) Rumänien (1/0) Russland (5/1) Schweiz (0/2) | Slowakei (0/1) Südafrika (1/1) Südkorea (5/5) Tschechien (1/0) Ukraine (0/2) Ungarn (2/2) USA (5/5) Belarus (2/2) |

## Zeitplan
Der Zeitplan war parallel für Frauen und Männer wie folgt gestaltet.
Freitag, 11. März 2005
- 1500 m: Vorlauf, Halbfinale, Finale
- Staffel: Halbfinale (Frauen)

Samstag, 12. März 2005
- 500 m: Vorlauf, Viertelfinale, Halbfinale, Finale
- Staffel: Halbfinale (Männer)

Sonntag, 13. März 2005
- 1000 m: Vorlauf, Halbfinale, Finale
- 3000 m: Superfinale
- Staffel: Finale

## Ergebnisse

### Frauen

#### Mehrkampf
- In den Spalten 1500, 500, 1000 und 3000 m ist erst angegeben, welche Platzierung der Athlet erreichte, dahinter in Klammern, wie viele Punkte er dafür erhielt.

| Rang | Name              | Punkte | 500 m  | 1000 m | 1500 m | 3000 m |
| ---- | ----------------- | ------ | ------ | ------ | ------ | ------ |
| 1.   | Jin Sun-yu        | 76     | 8 (0)  | 2 (21) | 1 (34) | 2 (21) |
| 2.   | Choi Eun-kyung    | 63     | 4 (8)  | 1 (34) | 4 (8)  | 3 (13) |
| 3.   | Kang Yun-mi       | 60     | 6 (0)  | 5 (5)  | 2 (21) | 1 (34) |
| 4.   | Wang Meng         | 52     | 2 (21) | 3 (13) | 3 (13) | 5 (5)  |
| 5.   | Yang Yang (A)     | 34     | 1 (34) | 7 (0)  | 7 (0)  | 8 (0)  |
| 6.   | Ewgenija Radanowa | 16     | 5 (5)  | 6 (0)  | 6 (3)  | 4 (8)  |
| 7.   | Fu Tianyu         | 15     | 3 (13) | 8 (0)  | 19 (0) | 7 (2)  |
| 8.   | Amanda Overland   | 11     | 10 (0) | 4 (8)  | 12 (0) | 6 (3)  |

#### 500 Meter
| Rang | Name              | Zeit            |
| ---- | ----------------- | --------------- |
| 1.   | Yang Yang (A)     | 45,038 s        |
| 2.   | Wang Meng         | 45,129 s        |
| 3.   | Fu Tianyu         | 45,232 s        |
| 4.   | Choi Eun-kyung    | 45,296 s        |
| 5.   | Ewgenija Radanowa | 45,367 s        |
| 6.   | Kang Yun-mi       | 45,163 s        |
| 7.   | Alanna Kraus      | 45,257 s        |
| 8.   | Jin Sun-yu        | disqualifiziert |

Datum: 12. März 2005
Rang 1–5 im Finale, Rang 6–8 im Halbfinale.

#### 1000 Meter
| Rang | Name              | Zeit            |
| ---- | ----------------- | --------------- |
| 1.   | Choi Eun-kyung    | 1:31,085 min    |
| 2.   | Jin Sun-yu        | 1:31,232 min    |
| 3.   | Wang Meng         | 1:31,343 min    |
| 4.   | Amanda Overland   | 1:31,401 min    |
| 5.   | Kang Yun-mi       | 1:49,522 min    |
| 6.   | Ewgenija Radanowa | 1:36,126 min    |
| 7.   | Yang Yang (A)     | disqualifiziert |
| 8.   | Fu Tianyu         | disqualifiziert |

Datum: 13. März 2005
Rang 1–5 im Finale, Rang 6–8 im Halbfinale.

#### 1500 Meter
| Rang | Name              | Zeit         |
| ---- | ----------------- | ------------ |
| 1.   | Jin Sun-yu        | 2:20,461 min |
| 2.   | Kang Yun-mi       | 2:20,743 min |
| 3.   | Wang Meng         | 2:20,876 min |
| 4.   | Choi Eun-kyung    | 2:20,978 min |
| 5.   | Yuka Kamino       | 2:22,968 min |
| 6.   | Ewgenija Radanowa | 2:28,623 min |

Datum: 11. März 2005
Rang 1–6 im Finale.

#### 3000 Meter Superfinale
| Rang | Name              | Zeit            |
| ---- | ----------------- | --------------- |
| 1.   | Kang Yun-mi       | 5:21,039 min    |
| 2.   | Jin Sun-yu        | 5:21,072 min    |
| 3.   | Choi Eun-kyung    | 5:21,081 min    |
| 4.   | Ewgenija Radanowa | 5:21,764 min    |
| 5.   | Wang Meng         | 5:21,853 min    |
| 6.   | Amanda Overland   | 5:21,857 min    |
| 7.   | Fu Tianyu         | 5:35,492 min    |
| 8.   | Yang Yang (A)     | disqualifiziert |

Datum: 13. März 2005
Superfinale der acht besten Mehrkämpferinnen nach drei Strecken.

#### 3000 Meter Staffel
| Rang | Name                                                               | Zeit            |
| ---- | ------------------------------------------------------------------ | --------------- |
| 1.   | KanadaTania Vicent Kalyna Roberge Alanna Kraus Chantale Sevigny    | 4:20,767 min    |
| 2.   | Volksrepublik ChinaYang Yang (A) Wang Meng Fu Tianyu Cheng Xiaolei | 4:30,654 min    |
|      | JapanYuka Kamino Yūkō Kōya Mika Ozawa Chikage Tanaka               | disqualifiziert |
|      | SüdkoreaJin Sun-yu Choi Eun-kyung Kang Yun-mi Yeo Soo-yeon         | disqualifiziert |

Datum: 11. bis 13. März 2005
4 Staffeln im Finale.

### Männer

#### Mehrkampf
- In den Spalten 1500, 500, 1000 und 3000 m ist erst angegeben, welche Platzierung der Athlet erreichte, dahinter in Klammern, wie viele Punkte er dafür erhielt.

| Rang | Name                    | Punkte | 500 m  | 1000 m | 1500 m | 3000 m |
| ---- | ----------------------- | ------ | ------ | ------ | ------ | ------ |
| 1.   | Ahn Hyun-soo            | 89     | 3 (13) | 2 (21) | 1 (34) | 2 (21) |
| 2.   | Apolo Anton Ohno        | 68     | 8 (0)  | 1 (34) | 17 (0) | 1 (34) |
| 3.   | François-Louis Tremblay | 60     | 1 (34) | 7 (0)  | 2 (21) | 5 (5)  |
| 4.   | Charles Hamelin         | 42     | 2 (21) | 4 (8)  | 5 (5)  | 4 (8)  |
| 5.   | Lee Seung-hoon          | 26     | 12 (0) | 6 (0)  | 3 (13) | 3 (13) |
| 6.   | Li Jiajun               | 23     | 11 (0) | 3 (13) | 4 (8)  | 7 (2)  |
| 7.   | Takafumi Nishitani      | 11     | 4 (8)  | 13 (0) | 52 (0) | 6 (3)  |
| 8.   | J. P. Kepka             | 6      | 5 (5)  | 8 (0)  | 22 (0) | 8 (1)  |

#### 500 Meter
| Rang | Name                    | Zeit            |
| ---- | ----------------------- | --------------- |
| 1.   | François-Louis Tremblay | 42,106 s        |
| 2.   | Charles Hamelin         | 42,135 s        |
| 3.   | Ahn Hyun-soo            | 42,185 s        |
| 4.   | Takafumi Nishitani      | 42,541 s        |
| 5.   | J. P. Kepka             | 42,969 s        |
| 6.   | Jon Eley                | 42,419 s        |
| 7.   | Mathieu Turcotte        | 1:11,773 min    |
| 8.   | Apolo Anton Ohno        | disqualifiziert |

Datum: 12. März 2005
Rang 1–5 im Finale, Rang 6–8 im Halbfinale.

#### 1000 Meter
| Rang | Name                    | Zeit         |
| ---- | ----------------------- | ------------ |
| 1.   | Apolo Anton Ohno        | 1:30,066 min |
| 2.   | Ahn Hyun-soo            | 1:30,206 min |
| 3.   | Li Jiajun               | 1:30,641 min |
| 4.   | Charles Hamelin         | 1:30,659 min |
| 5.   | Satoru Terao            | 1:27,756 min |
| 6.   | Lee Seung-hoon          | 1:28,380 min |
| 7.   | François-Louis Tremblay | 1:28,445 min |
| 8.   | J. P. Kepka             | 1:27,940 min |
| 9.   | Mathieu Turcotte        | 1:28,701 min |

Datum: 13. März 2005
Rang 1–4 im Finale, Rang 5–9 im Halbfinale.

#### 1500 Meter
| Rang | Name                    | Zeit            |
| ---- | ----------------------- | --------------- |
| 1.   | Ahn Hyun-soo            | 2:14,396 min    |
| 2.   | François-Louis Tremblay | 2:14,992 min    |
| 3.   | Lee Seung-hoon          | 2:15,244 min    |
| 4.   | Li Jiajun               | 2:17,641 min    |
| 5.   | Charles Hamelin         | 2:31,956 min    |
| 6.   | Mathieu Turcotte        | 2:58,962 min    |
| 7.   | Song Kyung-taek         | disqualifiziert |

Datum: 11. März 2005
Rang 1–7 im Finale.

#### 3000 Meter Superfinale
| Rang | Name                    | Zeit         |
| ---- | ----------------------- | ------------ |
| 1.   | Apolo Anton Ohno        | 5:13,719 min |
| 2.   | Ahn Hyun-soo            | 5:15,326 min |
| 3.   | Lee Seung-hoon          | 5:16,206 min |
| 4.   | Charles Hamelin         | 5:16,313 min |
| 5.   | François-Louis Tremblay | 5:16,512 min |
| 6.   | Takafumi Nishitani      | 5:17,023 min |
| 7.   | Li Jiajun               | 5:22,721 min |
| 8.   | J. P. Kepka             | 5:33,374 min |

Datum: 13. März 2005
Superfinale der acht besten Mehrkämpfer nach drei Strecken.

#### 5000 Meter Staffel
| Rang | Name                                                                           | Zeit            |
| ---- | ------------------------------------------------------------------------------ | --------------- |
| 1.   | KanadaCharles Hamelin Steve Robillard François-Louis Tremblay Mathieu Turcotte | 6:39,990 min WR |
| 2.   | SüdkoreaSeo Ho-jin Ahn Hyun-soo Lee Seung-hoon Song Kyung-taek                 | 6:40,020 min    |
| 3.   | Vereinigte StaatenJordan Malone Apolo Anton Ohno Shani Davis Alex Izykowski    | 6:52,072 min    |
| 4.   | Volksrepublik ChinaSui Baoku Li Jiajun Li Ye Li Haonan                         | 6:52,873 min    |

Datum: 12. bis 13. März 2005
4 Staffeln im Finale. Das kanadische Quartett stellte einen neuen Weltrekord auf.

## Medaillenspiegel
| Rang   | Nation              | Gold | Silber | Bronze | Gesamt |
| ------ | ------------------- | ---- | ------ | ------ | ------ |
| 1      | Südkorea            | 6    | 7      | 5      | 18     |
| 2      | Kanada              | 3    | 2      | 1      | 6      |
| 3      | Vereinigte Staaten  | 2    | 1      | 1      | 4      |
| 4      | Volksrepublik China | 1    | 2      | 4      | 7      |
| Gesamt | Gesamt              | 12   | 12     | 11     | 35     |